# Coenosia uniformis
Coenosia uniformis este o specie de muște din genul Coenosia, familia Muscidae, descrisă de Malloch în anul 1934. Conform Catalogue of Life specia Coenosia uniformis nu are subspecii cunoscute.